# NGC 68

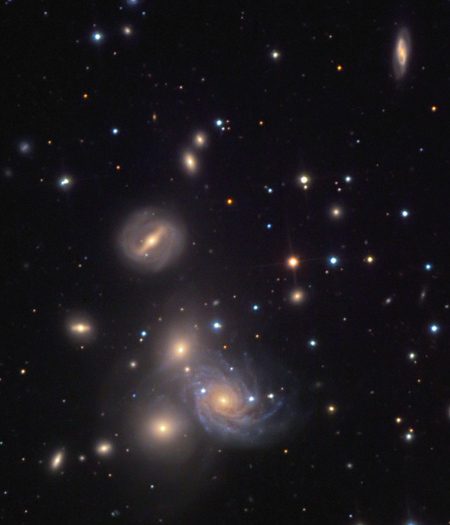
Groupe de galaxies NGC 68. NGC 68 est la galaxie située en bas à gauche de la galaxie spirale bleutée.

NGC 68 est une vaste galaxie elliptique située dans la constellation d'Andromède,. NGC 68 a été découverte par l'astronome britannique William Herschel en 1784.

## Caractéristiques
Sa vitesse par rapport au fond diffus cosmologique est de 5 407 ± 32 km/s, ce qui correspond à une distance de Hubble de 79,8 ± 5,6 Mpc (∼260 millions d'al).
À ce jour, quatre mesures non basées sur le décalage vers le rouge donnent une distance de 83,350 ± 11,687 Mpc (∼272 millions d'al), ce qui est à l'intérieur des valeurs de la distance de Hubble.

## Groupe de NGC 68
La galaxie est découverte le 11 septembre 1784 par William Herschel, qui observait le groupe de galaxies NGC 68 comme étant un seul objet. Lorsque John Dreyer observe les galaxies pour les ajouter au catalogue NGC, il constate que l'unique galaxie recensée par Herschel est en fait trois galaxies adjacentes. Il les catalogue alors sous les noms de NCG 68, NGC 70 et NGC 71.
Le groupe de NGC 68 contient au moins une quarantaine de galaxies, dont NGC 67, NGC 69, NGC 70, NGC 71, NGC 72 et NGC 74.